# Illa Taiping
L'Illa Taiping o illa Itu Aba (en xinès:太平島 Tàipíng Dǎo en vietnamita: Đảo Ba Bình) és la més grossa de les illes Spratly al Mar de la Xina Meridional i és l'única de les illes amb aigua dolça. Aquesta illa té una forma el·líptica i fa 1,4 km de llargada i de 0,4 km d'ample. És prop del centre del Mar de la Xina Meridional.
L'illa està administrada per Taiwan i també la reclama la República Popular de la Xina, les Filipines i el Vietnam.

## Història
El nom de l'illa deriva del nom xinès del vaixell de guerrap Taiping ("Pau") que es va enviar per recobrar l'illa després de la rendició del Japó al final de la Segona Guerra Mundial.En altres cartes de navegació rep el nom de "Itu Aba".
Aquesta illa no té habitants permanents.